# Kevin Seeldraeyers
Kevin Seeldrayers (Boom, 12 settembre 1986) è un ex ciclista su strada belga, professionista dal 2007 al 2015.

## Carriera
Dopo due stagioni tra i dilettanti Under-23 con il team Beveren 2000, nel 2007 debutta tra i professionisti, ingaggiato dalla belga Quick Step. Mostrando doti da scalatore sulla medie e lunghe salite, al Giro d'Italia 2009 si piazza quattordicesimo in classifica generale, aggiudicandosi anche la classifica giovani davanti all'italiano Francesco Masciarelli. Successivamente alle squalifiche di Danilo Di Luca, Franco Pellizotti, Lance Armstrong e Tadej Valjavec, è salito al decimo posto della graduatoria finale.
Nel 2012 si trasferisce al team Astana: con questa squadra nel 2013 ottiene i primi successi da professionista, imponendosi nelle prime due tappe dell'Österreich-Rundfahrt. Si ritira dall'attività a fine 2015 dopo una stagione con i turchi della Torku Şekerspor.

## Palmarès
- 2005

1ª tappa Ronde de l'Isard d'Ariège (Saverdun > Goulier Neige)
- 2006

1ª tappa Giro della Valle d'Aosta (Aosta > Valgrisenche)
Classifica generale Tour de la Province de Liège
- 2013

1ª tappa Österreich-Rundfahrt (Innsbruck > Kühtai)
2ª tappa Österreich-Rundfahrt (Innsbruck > Kitzbüheler Horn)

### Altri successi
- 2009

Classifica giovani Parigi-Nizza
Classifica giovani Giro d'Italia
- 2013

Classifica a punti Österreich-Rundfahrt
Classifica scalatori Österreich-Rundfahrt

## Piazzamenti

### Grandi Giri
- Giro d'Italia

2008: 73º
2009: 10º
2011: 49º
2012: 33º
- Tour de France

2010: 133º
- Vuelta a España

2011: 23º
2012: 39º